# لیموی کی
لیموی کی (نام علمی: Citrus ×aurantifolia) نام یک گونه از سرده مرکبات است.